# Сокольчик, Екатерина Владимировна
Екатерина Владимировна Сокольчик (бел. Кацярына Уладзіміраўна Сакольчык; до 2018 — Силантьева; р. 27 июля 1993, Гродно, Республика Беларусь) — белорусская волейболистка, мастер спорта Республики Беларусь международного класса.

## Биография
Екатерина Сокольчик (Силантьева) начала заниматься волейболом в 9-летнем возрасте в гродненской ОСДЮШОР имени А.Сапеги у тренера Н. В. Ковалевской. Профессиональная клубная карьера началась в 2008 году в местной команде «Неман-ГрГУ», в которой один сезон играла за дубль, а со следующего включена в основной состав. В 2013 со своей командой выиграла чемпионат Беларуси.
В 2014 году Екатерина Силантьева перешла в столичную «Минчанку», с которой стала 4-кратной чемпионкой Беларуси, 4-кратным обладателем Кубка Беларуси, а в 2018 — серебряным призёром розыгрыша Кубка Европейской конфедерации волейбола.
С 2018 Екатерина Сокольчик вместе со своей командой дебютировала в суперлиге чемпионата России, куда «Минчанка» была включена решением Всероссийской федерации волейбола. В 2020 спортсменка заключила контракт с «Ленинградкой» из Санкт-Петербурга
В 2009—2010 Екатерина Силантьева выступала за юниорскую и молодёжную сборные Беларуси, а в 2016 дебютировала в главной национальной команде страны в розыгрыше Евролиги. В 2019 году волейболистка в составе сборной (уже под фамилией Сокольчик) выиграла бронзовые медали Евролиги и приняла участие в чемпионате Европы.

### Игровая карьера
- 2008—2009 —  «Неман-ГрГУ»-2 (Гродно);
- 2009—2014 —  «Неман-ГрГУ» (Гродно);
- 2014—2020 —  «Минчанка» (Минск);
- 2020—2022 —  «Ленинградка» (Санкт-Петербург);
- 2022—2023, 2024—2025 —  «Минчанка» (Минск);
- с 2025 —  «Тулица» (Тула).

## Достижения

### Клубные
- 7-кратная чемпионка Беларуси — 2013, 2016—2019, 2023, 2025;
  - серебряный призёр чемпионата Беларуси 2015.
- 4-кратный победитель розыгрышей Кубка Беларуси — 2017—2019, 2024;
  - серебряный призёр Кубка Беларуси 2016.
- 4-кратный обладатель Суперкубка Беларуси — 2016—2019.
- серебряный призёр розыгрыша Кубка Европейской конфедерации волейбола 2018.

### Со сборной Беларуси
- бронзовый призёр Евролиги 2019.
- участница чемпионата Европы 2019 и Евролиги 2016.